# Tesni stik
Tesni stik (latinsko zonula occludens) je tip povezave med membranami sosednjih celic, pri katerem postane medcelični prostor neprehoden za tekočino. Takšen tip medceličnih povezav najdemo samo pri vretenčarjih. Njegove vloge so:
- trdno povezovanje celic
- preprečevanje prehoda molekul in ionov skozi medcelični prostor
- preprečevanje gibanja membranskih proteinov preko zone celičnega stika

Beljakovine, ki tvorijo tesni stik, so urejene v pasu okoli celice. Mnogo takih celic, povezanih s strani, tvori nepropustno krovno tkivo (epitel), ki zadržuje tekočino na eni strani. Edina pot za prehod molekul in ionov je tako skozi celico, kjer pa je lahko transport bolj reguliran in selektiven.
Zgled za tako nepropustno krovno tkivo je epitel sečnega mehurja, ki zadržuje seč v notranjosti organa, hkrati pa zagotavlja trdno povezavo celic kljub raztegovanju zaradi polnjenja. Drug primer je krvno-možganska pregrada, kjer se na račun tesnih stikov zagotovi natančna kontrola nad prehodom snovi iz krvi skozi pregrado v možganovino.

## Zgradba
Tesne stike sestavlja omrežje transmembranskih beljakovin, povezanih znotraj celice v vrste. Večje kot je število vrst, bolj učinkovit je tesni stik pri preprečevanju prehoda snovi. Poznamo dva glavna tipa transmembranskih beljakovin, ki tvorijo celične stike, okludin in klavdin. Po zgradbi podobna okludinu je tudi transmembranska beljakovina tricelulin. Zunajcelične domene teh beljakovin v sosednjih celicah se povezujejo neposredno, v notranjosti celice pa se vežejo na druge periferne membranske beljakovine, ki jih povezujejo z aktinskim citoskeletom. Te beljakovine omogočajo tudi nadzor nad celičnim stikom - ob vezavi ustreznih ionov povzročijo prekinitev ali ponovno vzpostavitev povezave.

## Bolezni
Tesni stiki v osnovi preprečujejo izgubo tekočine iz telesa, vstop vsebine iz notranjih telesnih svetlin v telo in vdor bakterij med celicami epitelijev globlje v telo. V določenih primerih so lahko spremebe v zgradbi tesnega stika vzrok za nekatere bolezni, pri nekaterih boleznih pa še ni pojasnjeno, ali so spremembe v tesnih stikih vzrok ali posledica. Pri boleznih, povezanih s spremembami v tesnih stikih, imajo ključno vlogo klavdini in njihove mutacije lahko privedejo do specifičnih bolezni pri človeku. Mutacije klavdina 16 povzročajo na primer hipomagneziemijo, mutacije klavdina 14 in/ali tricelulina pa gluhost. Mutacije klavdina 1 v večskladnih epitelijih povzročajo neonatalni sindrom ichthyosis sclerosis cholangitis, ki se izrazi z luskavico, pojavom levkocitnih vakuol, alopecijo in kronično jetrno boleznijo skleroznim holangitisom.